# 3C 273
3C 273 — квазар в созвездии Дева . Считается первым астрономическим объектом, идентифицированным в качестве квазара. Интенсивно исследуется на протяжении многих лет, начиная с открытия квазаров в 1963 году.
Самый яркий (mv ~ 13) квазар на звёздном небе Земли, и один из самых близких (z ~ 0,16). Принадлежит к подклассу квазаров, называемых блазарами.

## Этимология
Название объекта «3C 273» состоит из двух значимых частей. Первая часть — «3C» — означает принадлежность объекта к Третьему Кембриджскому каталогу радиоисточников. Вторая часть — «273» — упорядоченный по прямому восхождению порядковый номер в каталоге.

## История

### Открытие
3C 273 впервые был обнаружен в 1959 году как радиоисточник в ходе третьего кембриджского обзора небосвода на 159 МГц.

### Первые наблюдения
После уточнения координат, выполненного Сирилом Хазардом на Парксовском радиотелескопе во время покрытия квазара Луной,
радиоисточник был быстро отождествлён с звездообразным объектом. В 1963 году Мартен Шмидт и Джон Оук опубликовали пару статей в «Nature», в которых сообщалось, что 3C 273 имеет значительное красное смещение и располагается на расстоянии нескольких миллиардов световых лет.
Перед открытием 3C 273 некоторые другие радиоисточники были отождествлены с оптическими, первым из них был 3C 48. Кроме того, многие активные галактики были неверно отождествлены с переменными звёздами, включая известнейшие объекты BL Ящерицы, W Com и AU CVn. Тем не менее, было непонятно, что это за объекты, так как их спектры отличались от спектров звёзд. 3C 273 был первым объектом, отождествлённым с тем, что мы сейчас называем квазарами — объектами с очень высокой светимостью на космологических расстояниях.

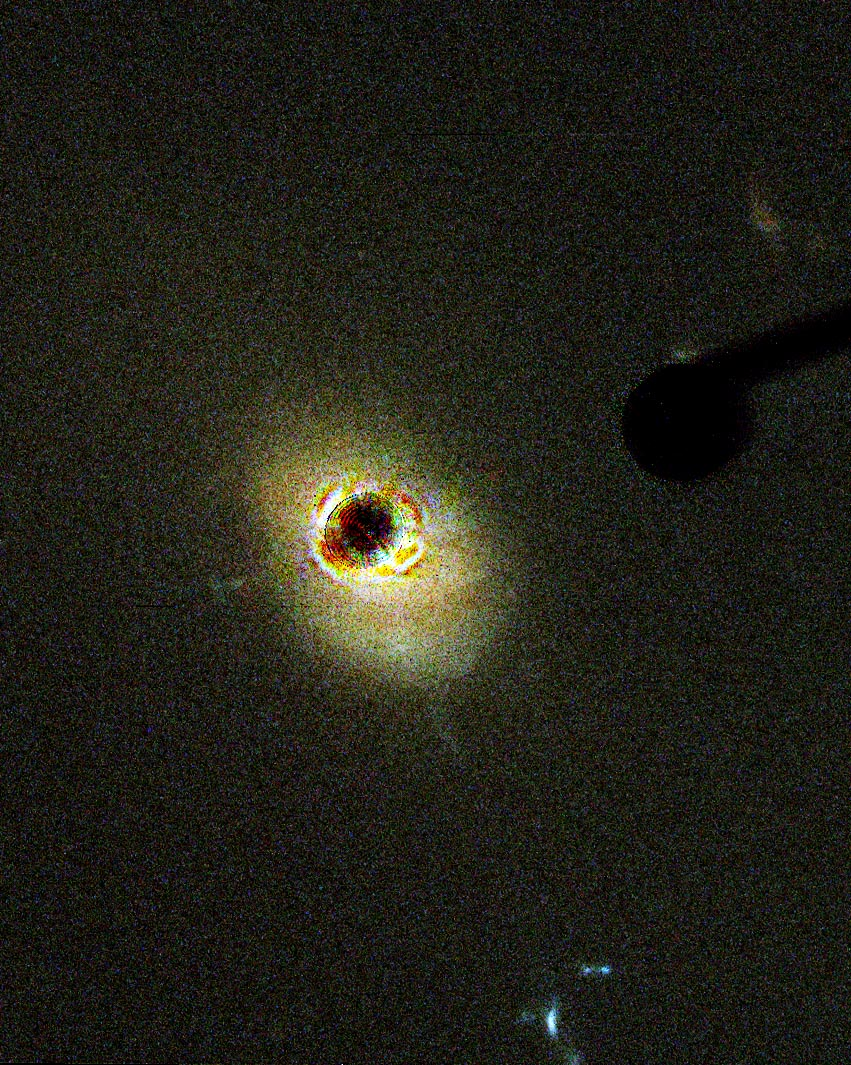
3C 273 снимок Усовершенствованной камеры для обзоров Космического телескопа «Хаббл». Credit: NASA/ESA.

3C 273 — радиогромкий квазар. Кроме того, это один из первых внегалактических рентгеновских источников, открытых в 1970 году. Тем не менее и по сей день неизвестен механизм формирования рентгеновского излучения в подобных объектах.
Светимость объекта меняется во всём диапазоне волн от радиоволн до гамма диапазона за время порядка нескольких дней или десятков дней. 3C 273 стал первым квазаром, для которого была открыта переменность блеска, причём почти сразу после установления природы квазаров, 9 апреля 1963 года, Ю. Н. Ефремовым и А. С. Шаровым по фотометрическим измерениям его снимков.
Поляризация с одинаковой ориентацией наблюдается в радио, ИК и оптическом диапазоне у излучения, испущенного крупномасштабным джетом; это излучение имеет синхротронную природу и формируется релятивистскими частицами, движущимися вдоль магнитных линий в джете.
Такие джеты предположительно возникают при взаимодействии центральной чёрной дыры и аккреционного диска. Наблюдения с помощью метода радиоинтерферометрии со сверхдлинными базами выявили собственные движения некоторых компонент радиоджета 3C 273.
3C 273 лучше всего наблюдается в мае в обоих полушариях. Его блеска достаточно для наблюдения с большим любительским телескопом.

## Местоположение и условия наблюдения
Квазар 3C 273 находится в созвездии Дева, рядом с небесным экватором. Его можно наблюдать с помощью большинства подходящих инструментов, расположенных в обоих полушариях, начиная с северных широт Финляндии до южных широт Чили. Такое привилегированное положение на небесной сфере имеет единственное неудобство — в течение года Солнце приближается к 3C 273, что препятствует регулярным наблюдениям.
При наблюдениях внегалактических объектов, в число которых входит и 3C 273, важно учитывать их положение в галактической системе координат. Которое для 3C 273 на эпоху 2000.0 соответствует l = 289,95° и b = +64,36°. Следовательно он находится высоко над галактическим экватором — ещё одно преимущество для наблюдений — шумовые эффекты от газа и пыли Млечного пути на луче зрения сведены к минимуму.

## Основные характеристики
Светимость 3С 273 (~1,1538 · 1040 Вт) приблизительно в сто раз превышает светимость нашей Галактики, считающейся гигантской звёздной системой.
Масса 3C 273 оценивается в 886 ± 187 млн масс Солнца. Структуру квазара и его струй изучили в 2021 г. с помощью космической обсерватории Радиоастрон-РГ.

## Джет
В 1995 году с помощью телескопа «Хаббл» были получены оптические изображения одного из джетов 3C 273. Линейная протяжённость джета составляет ~200 тыс. св. лет (~62 кпк), а видимый размер — 23″. Изображения позволили различить сложную структуру джета, состоящую из нескольких ярких узлов, разделённых областями слабой эмиссии.

## Массовая культура

### Музыка
Квазар 3C 273 воспет голландским музыкантом Арьеном Энтони Лукассеном в металл-опере Ayreon:Universal Migrator Part 2: Flight of the Migrator, посвящённой космической тематике — песня To The Quasar.[значимость факта?]